# Liste der Biografien/Schd
Liste der Biografien |
Portal Biografien |
Personensuche
# |
A |
B |
C |
D |
E |
F |
G |
H |
I |
J |
K |
L |
M |
N |
O |
P |
Q |
R |
S |
T |
U |
V |
W |
X |
Y |
Z |
?
 
Sa |
Sb |
Sc |
Sd |
Se |
Sf |
Sg |
Sh |
Si |
Sj |
Sk |
Sl |
Sm |
Sn |
So |
Sp |
Sq |
Sr |
Ss |
St |
Su |
Sv |
Sw |
Sy |
Sz
 
Sca–Sce |
Sch |
Sci–Scz
 
Scha |
Schc |
Schd |
Sche |
Schg |
Schi |
Schj |
Schk |
Schl |
Schm |
Schn |
Scho |
Schp |
Schr |
Schs |
Scht |
Schu |
Schv |
Schw |
Schy
Die Liste der Biografien führt alle Personen auf, die in der deutschsprachigen Wikipedia einen Artikel haben. Dieses ist eine Teilliste mit 10 Einträgen von Personen, deren Namen mit den Buchstaben „Schd“ beginnt.

## Schd

### Schda
- Schdanko, Michail Jefimowitsch (1855–1921), russisch-sowjetischer Marine-Offizier und Hydrograph
- Schdanow, Andrei Alexandrowitsch (1896–1948), sowjetischer Politiker und enger Mitarbeiter StalinsAndrei Alexandrowitsch Schdanow (1896–1948)

Andrei Alexandrowitsch Schdanow (1896–1948)

- Schdanow, Jewgeni (* 1983), kasachischer Eishockeyspieler
- Schdanow, Leonid Iwanowitsch (* 1938), sowjetisch-russischer Vizeadmiral
- Schdanow, Pjotr Sergejewitsch (1903–1949), sowjetischer Elektroingenieur und Hochschullehrer
- Schdanow, Wassyl (* 1963), sowjetischer Radrennfahrer
- Schdanow, Wiktor Michailowitsch (1914–1987), sowjetischer Epidemiologe und Virologe
- Schdanow, Wladimir Iwanowitsch (1902–1964), sowjetischer Generaloberst
- Schdanowitsch, Anatoli Wiktorowitsch (* 1961), sowjetischer Biathlet und russischer Biathlontrainer
- Schdanowitsch, Wiktor Franzewitsch (* 1938), sowjetischer Florettfechter und Olympiasieger